# Between the Buried and Me
Between the Buried and Me (surnommé BTBAM) est un groupe américain de metal progressif, originaire de Winston-Salem, en Caroline du Nord. Leur premier album est distribué par le label Lifeforce Records. Ils signent par la suite chez Victory Records, et Metal Blade en 2011 lorsqu'ils y enregistrent leur premier EP, The Parallax: Hypersleep Dialogues le 12 avril 2011.

## Historique
Le groupe est fondé en 2000 à Winston-Salem, en Caroline du Nord, par le chanteur Tommy Rogers, les guitaristes Paul Waggoner et Nick Fletcher, le batteur Will Goodyear et le bassiste Jason King. La première production du groupe est une démo de trois titres, qui seront présents sur leur premier album studio éponyme, sorti sous le label Lifeforce Records en 2002. Leur style musical est variant selon les titres ; il contient des éléments death metal, metalcore, grindcore, jazz et thrash metal[réf. nécessaire]. Le groupe sort un deuxième album studio en 2003, intitulé The Silent Circus. Cet album marque une certaine progression dans le groupe : leur musique est plus complexe et plus technique que leurs premières productions. Le titre Mordecai est produit comme leur première vidéo musicale. L'album est ré-édité en 2006 avec un DVD contenant une de leurs performances live à Carrboro, une interview du groupe et trois vidéos musicales : Mordecai et Alaska. À partir de cet album, le batteur, Will Goodyear, est remplacé par Mark Castillo.
L'année 2004 marque de nombreux changements dans la formation : Dan Briggs remplace Jason King à la basse, Mark Castillo et le guitariste Nick Fletcher sont respectivement remplacés par Blake Richardson et Dustie Waring. En 2005, Between the Buried and Me sort un troisième album studio, Alaska, qui marque un pas de plus dans l'évolution du groupe ; le titre éponyme de l'album, Alaska, est leur deuxième vidéo musicale. En 2006, le groupe sort l'album The Anatomy Of..., qui est constitué uniquement de reprises de groupes qui ont inspiré et influencé Between the Buried and Me, dont : Metallica, Queen, Pink Floyd, Earth Crisis et Counting Crows. Le 18 septembre 2007, le groupe sort un quatrième album studio, Colors. Cet album marque encore une évolution dans le groupe et met plus en avant leurs influences rock progressif et jazz. Le 27 octobre 2009, le groupe lance leur 5e album studio intitulé The Great Misdirect.
Le 21 février 2011, ils sortent rapidement l'album The Parallax: Hypersleep Dialogues sous leur nouveau label Metal Blade Records et, en 2012, sortent la suite de l'album The Parallax II: Future Sequence, le plus abouti et mature du groupe à ce jour, selon les dires de Paul Waggoner et Dusty Waring. En 2013, le groupe recense plus de 250 000 albums vendus rien qu'aux États-Unis[réf. nécessaire].

## Tournées
Au début de l'année 2006, Between the Buried and Me est parti en tournée avec Bleeding Through, Every Time I Die et Haste the Day. Ils jouent également cette année-là au festival d'Ozzfest avec de nombreux groupes plus connus de la scène metal, comme Ozzy Osbourne, Black Label Society, Atreyu, Unearth, Bleeding Through, Strapping Young Lad, Walls of Jericho, Norma Jean, A Life Once Lost, The Red Chord, All That Remains, Full Blown Chaos et Bad Acid Trip,.
Between the Buried and Me a également assuré de nombreuses tournées avec des groupes de nationalités et de styles différents, comme DragonForce, The Black Dahlia Murder, A Life Once Lost, From a Second Story Window, Cephalic Carnage, The Red Chord, The Acacia Strain, Bleeding Through, Misery Signals, Every Time I Die et Haste the Day. Le groupe est passé vers la fin de 2006 au Radio Rebellion Tour. En septembre 2007, après la sortie de Colors, le groupe est parti pour une tournée à travers les États-Unis avec Animosity, Horse the Band et The End. Between the Buried and Me a refait une autre tournée en Amérique en décembre de la même année avec August Burns Red et Behold... The Arctopus. Ils tournent ensuite avec Cynic, le Devin Townsend Project et Scale the Summit pour promouvoir leur nouvel album.
En 2010, ils opèrent une tournée aux côtés d'August Burns Red et de Job for a Cowboy, faisant la première partie de Lamb of God pour leur tournée européenne. Ils sont d'ailleurs présent lors de la 5e édition du Hellfest Open-Air. En novembre 2012, ils partent au Japon et en Australie aux côtés de Animals as Leaders.

## Membres

### Membres actuels
- Tommy Giles Rogers – chant, clavier (depuis 2000)
- Paul Waggoner – guitare lead, chant secondaire (depuis 2000)
- Dustie Waring – guitare rythmique (depuis 2004)
- Blake Richardson – batterie (depuis 2004)
- Dan Briggs – basse (depuis 2005)

### Anciens membres
- Marc Duncan – guitare (2000)
- Nicholas Shawn Fletcher – guitare rythmique (2000–2003)
- Will Goodyear – batterie, chant clean (2000–2003)
- Jason Schofield King – basse (2000–2004)
- Mark Castillo – batterie (2003–2004)
- Shane Blay – guitare rythmique (2004)
- Jason Roe – batterie (2004)
- Kevin Falk – basse (2004–2005)

## Discographie

### Albums studio
- Between the Buried and Me (2002, Lifeforce)
- The Silent Circus (2003, Victory)
- Alaska (2005, Victory)
- Colors (2007, Victory)
- The Great Misdirect (2009, Victory)
- The Parallax II: Future Sequence (2012, Metal Blade Records)
- Coma Ecliptic (2015, Metal Blade Records)
- Automata I (2018, Sumerian Records)
- Automata II (2018, Sumerian Records)
- Colors II (2021, Sumerian Records)
- The Blue Nowhere (2025, InsideOut Music)

### Autre
- The Anatomy Of... (album de reprises, 2006, Victory Records)
- Colors_LIVE (album live, 2008, Victory Records)
- The Parallax: Hypersleep Dialogues (EP, 2011, Metal Blade Records)
- Future Sequence: Live at Fideliitorium (album live, 2014, Metal Blade Records)
- Coma Ecliptic Live (album live, 2017, Metal Blade Records)